# تپه فیض آباد۲
تپه فیض اّباد۲ مربوط به هزاره اول است و در شهرستان آبیک، روستای میان کوه واقع شده و این اثر در تاریخ ۲۵ اسفند ۱۳۸۰ با شمارهٔ ثبت ۵۴۹۲ به‌عنوان یکی از آثار ملی ایران به ثبت رسیده است.